# Saratoga Springs (Nova York)
Saratoga Springs és una població dels Estats Units a l'estat de Nova York. Segons el cens del July 1, 2006 tenia 28.499 habitants.

## Demografia
Segons el cens del 2000, Saratoga Springs tenia 26.186 habitants, 10.784 habitatges, i 5.985 famílies. La densitat de població era de 355,6 habitants per km².
Dels 10.784 habitatges en un 25,3% hi vivien nens de menys de 18 anys, en un 43,1% hi vivien parelles casades, en un 9,6% dones solteres, i en un 44,5% no eren unitats familiars. En el 35% dels habitatges hi vivien persones soles el 12,3% de les quals corresponia a persones de 65 anys o més que vivien soles. El nombre mitjà de persones vivint en cada habitatge era de 2,21 i el nombre mitjà de persones que vivien en cada família era de 2,88.
Per edats la població es repartia de la següent manera: un 19,4% tenia menys de 18 anys, un 15,5% entre 18 i 24, un 27,5% entre 25 i 44, un 23,4% de 45 a 60 i un 14,3% 65 anys o més.
L'edat mediana era de 36 anys. Per cada 100 dones de 18 o més anys hi havia 87,1 homes.
La renda mediana per habitatge era de 45.130 $ i la renda mediana per família de 59.281 $. Els homes tenien una renda mediana de 39.573 $ mentre que les dones 29.439 $. La renda per capita de la població era de 26.250 $. Entorn del 5,5% de les famílies i el 8,8% de la població estaven per davall del llindar de pobresa.

## Poblacions més properes
El següent diagrama mostra les poblacions més properes.